# Possínie
Possínie (en rus: Посинье) és un poble de l'óblast de Pskov, a Rússia, segons el cens del 2010 tenia 12 habitants. Pertany al districte de Krasnogorodsk.